# 哈伍德 (北达科他州)
哈伍德（英語：Harwood），是美国北达科他州下属的一座城市。根据2010年美国人口普查，该市有人口718人。2011年估计该市有人口731人，相对于2010年，增长率为1.81%。